# Obargo
Obargo es una localidad española del municipio de Pesaguero, perteneciente a la comunidad autónoma de Cantabria.

## Geografía
La localidad está situada a 790 m s. n. m. y dista 1,5 kilómetros de la capital municipal.

## Historia
Hacia mediados del siglo XIX, el lugar era referido como un barrio o aldea de Barreda, ya perteneciente al municipio de Pesaguero. Aparece descrito en el cuarto volumen del Diccionario geográfico-estadístico-histórico de España y sus posesiones de Ultramar de Pascual Madoz, en la entrada correspondiente a Barreda, con las siguientes palabras:

se compone de 3 barrios ó ald., que son: el citado Barreda, Dosamantes y Obargo, con los que formaba el conc. de su nombre; en la actualidad corresponde al ayunt. de Paguero: [...] el 3.º á mayor altura que el primero, en sitio solitario, aunque tambien bastante ventilado, encontrándose en tal disposicion, que desde el uno no se descubren los otros; gozan de clima sano, sin que se conozcan comunmente otras enfermedades que dolores de costado y fiebres catarrales; cuentan 40 casas pobres, mal distribuidas, y por lo general aisladas, aunque formando grupos de pobl. sin órden ni regularidad. [...] En el barrio de Obargo hay una ermita bajo la advocacion de Santa Cecilia que tuvo algunos bienes raices, pero se vendieron con aprobacion del diocesano para construir una casa rectoral en Barreda, con motivo de haber quemado los franceses en la guerra de la Independencia la que habitaba el cura párroco. [...] en los 3 barrios hay fuentes para el consumo del vecindario, si bien ninguna es muy abundante.
(Madoz, 1846, p. 42)

En 2024, la entidad singular de población de Obargo tenía empadronados 11 habitantes, todos ellos en el núcleo de población de ese nombre.

## Patrimonio
De su patrimonio destaca la ermita de Santa Cecilia, con un retablo del siglo XVIII.